# Guðmundur Steingrímsson
Pour les articles homonymes, voir Steingrímsson.
Guðmundur Steingrímsson, né le 25 octobre 1972 à Reykjavik, est un homme politique islandais, membre d'Avenir radieux.

## Biographie
Il est élu député au Parlement islandais, l'Althing, dans la circonscription du Sud-Ouest, lors du scrutin de 2009 sous l'étiquette du Parti du progrès. En août 2011, il rompt avec cette formation en raison de désaccord sur les projets. L'année suivante, il est l'un des fondateurs du parti Avenir radieux, sous la bannière duquel il est réélu député en 2013. Il ne se représente pas aux élections d'octobre 2016.